# Хомутов, Сергей Анатольевич
Серге́й Анато́льевич Хомуто́в (19 сентября 1977, Калинин, РСФСР, СССР) — российский футболист, полузащитник.

## Карьера
Воспитанник «Волги». Первый тренер — Виктор Михайлович Орехов. Провёл в «Волге» 14 сезонов (1995—1999, 2003—2014), сыграл в первенстве 378 игр, забил 41 мячей. Капитан «Волги» в сезонах 2006—2007 и 2011/12. Играл также в командах «Автомобилист» из Ногинска (2000), «Динамо» Вологда (2001—2002).
Рекордсмен «Волги» по количеству матчей (413).